# Jugoslavenska radiotelevizija
Jugoslavenska radiotelevizija (JRT) bio je sustav šest republičkih i dvaju pokrajinskih TV centara u SFR Jugoslaviji koji je djelovao do 1990-ih godina. Članice sustava bile su: Radiotelevizija Sarajevo (RTVSa), Radiotelevizija Ljubljana (RTLJ), Radiotelevizija Zagreb (RTZ), Radiotelevizija Beograd (RTB), Radiotelevizija Skopje (RTSk), Radiotelevizija Titograd (RTT), te Radiotelevizija Novi Sad (RTNS) i Radiotelevizija Priština (RTP). 
Službeni jezik JRT-a bio je hrvatski kad ga je emitirala TV Zagreb, srpski kad su ga emitirale RTV Beograd, RTV Novi Sad, RTV Titograd, RTV Sarajevo i RTV Priština na srpskom. U Makedoniji makedonski jezik, u Sloveniji slovenski jezik, te djelomično na Kosovu albanski jezik. Jugoslavenska radiotelevizija bila je članica EBU-a, Europske radiodifuzne unije, a zajedno s ostalim članicama ovog velikog sustava nacionalnih javnih RTV kuća sudjelovala je redovno na velikim radijskim i televizijskim spektaklima kao što su bili: glazbeni festivali Pjesma Eurovizije, San Remo ili dječji festival Zlatni cekin, odnosno velike športske manifestacije kao Olimpijske igre, Mediteranske igre, Univerzijada ili zabavno-revijalni programi kao Igre bez granica.
Prvi zajednički program JRT-a emitiran je 29. rujna 1958. godine s odašiljača Televizije Zagreb, Televizije Beograd i Televizije Ljubljana.